# مغلطاي بن قليج
أبو عبد الله علاء الدين مغلطاي بن قليج بن عبد الله البكجري، المصري، الحكري، الحنفي (689هـ - 762هـ). مؤرخ، من حفاظ الحديث، عارف بالأنساب. تركي الاصل، مستعرب. من أهل مصر، ولي تدريس الحديث في المدرسة المظفرية بمصر. وكان نقادة، له مآخذ على المحدثين، وأهل اللغة.

## نشأته
كان أبوه وهو قائد من قادة المماليك، يرسله في صباه ليرمي بالنشاب، فيخالفه، ويذهب إلى حلقات أهل العلم فبرع بالأنساب أما باقي متعلقات علوم الحديث فكانت معرفته بها متوسطة، فأعتنى بهذا الشأن وأكثر القراءة واجتهد بطلب العلم من شيوخ عصره فسمع الكثير، منهم: التاج أحمد بن دقيق العيد والحسن بن عمر الكردي، وابن الطباخ، وابن قريش. حفظ المشهورة منها الفصيح لثعلب، وعرض على شيخه تقي الدين السبكي كفاية المتحفظ لأبن الأجدابي، وقال ابن تغري بردي:«وهو أبو المحاسن جمال الدين يوسف، الحنفي؛ ألف كتاب المنهل الصافي ومختصره الشافي، وكتاب النجوم الزاهرة توفي سنة (874هـ)». أنه طلب الحديث بعد عام (710هـ).
كانت لمغلطاي رحلتان إلى الشام؛ إحداهما قبل سنة (700هـ) والأخرى في سنة (709هـ)
درَّس بجامع القلعة مدة، ولي مشيخة الظاهرية للمحدثين وقبة الركنية بيبرس. وتولى مشيخة الحديث بالمظفرية البيبرسية، ومدرسة أبي حُلَيفة، والناصرية(1)، وذكر ابن حجر أن مغلطاي درس بالظاهرية(2) بعد موت سيد الناس ودرَّس بالصرغتمشية(3) أول ما فتحت، ثم صرفه عنها صرغتمش نفسه، ولم يلها بعده محدث؛ بل تداولها من لا خبرة له بفن الحديث. وله مآخذ على أهل اللغة وعلى كثير من المحدثين وقال العراقي: كان عارفاً بالأنساب معرفة جيدة وأما غيرها من متعلقات الحديث فله بها خبرة متوسطة وتصانيفه أكثر من مائة.
انتهت إليه رئاسة الحديث في زمانه فأخذ عنه الكثير من المشايخ كالعراقي والبلقيني والدجوي وإسماعيل الحنفي، وغيرهم.

## شیوخه
بحکم نشأۃ العلامة مغلطاي في مصر، و مقامه بالقاھرۃ التي کانت في ذاک الوقت عامرۃ بالعلماء، والحفاظ مما أتاح له الفرصة للقاء العدید من مشاھیر الحفاظ والفقھاء منھم:
- ابن دقيق العيد (م 702 هـ)
- أبو محمد عبدالمؤمن بن خلف الدمیاطي (م 705 هـ)
- نور الدين أبو الحسن علي بن نصر اللّه بن عمر بن عبد الواحد بن الصواف القرشي المصري (م 712 هـ)
- الحسن بن عمر بن عیسیٰ بن خلیل أبو علي الکردی (م 705 هـ)
- تقي الدين أبو العباس أحمد بن عبد الحليم المعروف به ابن تيمية (م 728 هـ)
- محمد بن محمد بن محمداليعمري المعروف به ابن سيد الناس (م 734 هـ)
- يوسف بن الزكي الحلبي المعروف به الحافظ المِزِّي (م 742 هـ)
- علي  بن عبدالکافي بن تمام أبو الحسن السبکي (م 756 هـ)
- أبو الوليد محب الدين محمد بن محمد بن محمود  ابن الشحنة الحلبي (م 815 هـ)

## تلامیذہ
لقد نال العلامة مغلطاي بسبب کثرۃ علمه وسعة اطلاعه شھرۃ وذاع صیته، مما دفع کثیراً من نبھاء الطلبة إِلی التوجه إِلیه والإِقبال علی دروسه، فکان أشھر من تتلمذ علیہ وتخرج به:
- عبد اللہ بن مغلطاي، ابن المصنف، ترجم له ابن حجر: عبد الله بن مغلطاي بن عبد الله التركي البكجري جمال أبو بكر بن العلامة علاء الدين ولد سنة (719 هـ) وبكر به أبوه فأسمعه صحيح البخاري على الحجاز وهو في الخامسة وأسمعه على الدبوسي والواني والصنهاجي ومات 12 ربيع الأول سنة (791هـ).[15]
- أبو محمد إسماعيل بن إبراهيم بن محمد الحنفي الكناني (م 803 هـ)
- سراج الدين أبو حفص عمر الشافعي المعروف به ابن الملقن (م 804 هـ)
- عمر بن رسلان المعروف به الشیخ الاسلام سراج الدين البلقيني  (م 805 هـ)
- الحافظ زين الدين أبو الفضل عبد الرحيم العراقي الشافعي (م 806 هـ)

## تصانيفه
كان مغلطاي ساكناً، جامد الحركة، يلازم المطالعة والكتاب والدأب، وعنده كتب كثيرة، وأصول صحيحة، وكان كثير الميل إلى الموادعة والركون، جمع مجاميع حسنة، وألّف تواليف أتعب فيها أنامله.
وقد كتب الكثير، وصنف وجمع، وكان دائم الاشتغال، منجمعاً عن الناس؛ قال الشهاب ابن رجب لاعجب أن تتجاوز مصنفاته المئة كتاب، وذكر ابن فهد أن مصنفاته تتنوع في كل فنون العلوم، وقال ابن قاضي شهبة غالب مصنفاته مآخذ على أهل اللغة، وأصحاب علوم الحديث، وأصحاب السير وشرح السنن.
ولكن مع كثرة وتنوع مصنفاته فقد وقعت بعض كتابته في بعض الأوهام والأغلاط ذكر ذلك الحافظ ابن حجر 《كتبه كثيرة الفائدة في النقل، على أوهام له فيها》، وأعتذر له السخاوي بقوله: 《 والحق أنه كثير الاطلاع، واسع الدائرة في الجمع، ومن يكون كذلك لا يُنكر ما يتفق له من الأوهام 》.
ومن تصانيفه الكثيرة:
- شرح البخاري عشرون مجلدا
- شرح سنن ابن ماجه، سماه (الأعلام بسنته عليه السلام)
- إكمال تهذيب الكمال في أسماء الرجال
- جمع أوهام التهذيب
- الزهر الباسم في سيرة أبى القاسم
- ذيل على المؤتلف والمختلف لابن نقطة
- الإشارة - في السيرة النبوية، اختصر به الزهر الباسم وأضاف إليه سيرة بعض الخلفاء
- الواضح المبين في من استشهد من المحبين
- الاتصال في مختلف النسبة
- الخصائص النبوية
- الإيصال - في اللغة

ومنها أيضاً:
1. الإنابة إلى معرفة المختلف فيهم من الصحابة
2. انتخاب كتاب من وافقت كنيته اسم أبيه للخطيب
3. الدر المنظوم من كلام المصطفى المعصوم
4. التراجم الساقطة من كتاب إكمال تهذيب الكمال لمغلطاي
5. الإشارة إلى سيرة المصطفى وتاريخ من بعده من الخلفاء

## آراء العلماء
مع ما وصل إلیه العلامة مغلطاي من علم، وما نال من مناصب مرموقة کانت جدیرۃ أن یصون نفسه عن المھاوی التی تعترض طریق أھل العلم، فدفعته شھوۃ الاستکثار من السماع إلی إدعاء ما لیس عندہ مما عرَّضه لسیاط أھل العلم ولدغاتھم وھم في ذلک معذورون؛ لأن من أظھر سوءاً عامله العلماء بسوءٍ وإن کانت نیته حسنة۔ 

### ما ورد في الثناء علیه
- وصفه الحافظ ابن حجر العسقلاني بالإمام «العلامة»[26]، و قال: «انتھت إلیه رئاسۃ الحدیث في زمانه» [27]، و في مقدمة ’’تھذیب التھذیب‘‘ وصفه بأنه «شیخ الشیوخ» [28]
- وقال الحافظ ابن فھد المکی: «العلامة الحافظ المحدث المشھور» [29]
- وسئل الحافظ الحافظ زين الدين أبو الفضل عبد الرحيم العراقي الشافعي عن أربعة تعاصروا أیھم أحفظ: «مغلطاي و ابن کثیر و ابن رافع و الحسیني، فأجاب بأن مغلطاي  أوسعھم حفظاً» ۔ [30]
- و فی حسن المحاضرہ فی تاریخ مصر والقاھرۃ: قال جلال الدين السيوطي: «کان عارفاً بفنون الحدیث» [31]
- و فی ذیل العبر، وصفه أبو زرعة ابن العراقي بأنه «صاحب التصانیف المشھورۃ،  بأنه  شیخ المحدثین»۔ [32]

## هوامش
- 1 الناصرية: أمر ببنائها السلطان زين الدين كَتبُغَا المنصوري، وأتمَّها الملك الناصر محمد بن قلاوون سنة (703هـ)[المواعظ والاعتبار (4/ 229)].
- 2 الظاهرية: بدأ بناءها الملك الظاهر بيبرس سنة (660هـ) بالقاهرة، وأتمها في سنتين، وجعل بها خزانة كتب تشمل على أمهات الكتب في سائر العلوم، وبجانبها مكتب لتعليم القرآن [المواعظ والاعتبار 4/ 264].
- 3 الصَّرغَتمَشِيَّة: بناها الأمير سيف الدين صرغتمش الناصري سنة (756هـ)، خارج القاهرة، بجوار جامع أحمد بن طولون، وجعلها وقفاً على الفقهاء الحنفية الآفاقية[المواعظ والاعتبار 4/ 264].